# The Local AccuWeather Channel
The Local AccuWeather Channel é um canal de televisão por cabo estadunidense, que exibe informações sobre meteorologia.